# Ваїсігано
Ваїсігано (самоан. Vaisigano) — адміністративний округ Самоа. Знаходиться на заході острова Саваї. Межує з округами Гагаїфомауга і Сатупаїтеа. Адміністративний центр округу - селище Асау.
За даними 2011 рік, населення округу становить 6759 мешканців. Площа округу становить 178 км².
У селища Ауала знаходиться заповідник для черепах. На східному краї острова в районі селища Фалеалупо росте тропічний ліс.